# Сьвехув
Сьвехув (пол. Świechów) — село в Польщі, у гміні Опорув Кутновського повіту Лодзинського воєводства.
Населення — 19 осіб (2011).
У 1975-1998 роках село належало до Плоцького воєводства.

## Демографія
Демографічна структура станом на 31 березня 2011 року:
|          | Загалом | Допрацездатний вік | Працездатний вік | Постпрацездатний вік |
| -------- | ------- | ------------------ | ---------------- | -------------------- |
| Чоловіки | 11      | 3                  | 8                | 0                    |
| Жінки    | 8       | 0                  | 7                | 1                    |
| Разом    | 19      | 3                  | 15               | 1                    |